# Lista i wyniki gal UFC na terenie Meksyku
Lista i wyniki gal UFC na terenie Meksyku.

## Lista gal
| Nr | Gala                                                                | Data              | Miejsce                                | Frekwencja widowni |
| -- | ------------------------------------------------------------------- | ----------------- | -------------------------------------- | ------------------ |
| 1  | UFC 180                                                             | 15 listopada 2014 | Mexico City Arena, Meksyk, Meksyk      | 21 000             |
| 2  | UFC 188                                                             | 13 czerwca 2015   | Mexico City Arena, Meksyk, Meksyk      | 21 036             |
| 3  | The Ultimate Fighter: Latin America 2 Finale                        | 21 listopada 2015 | Monterrey Arena, Monterrey, Meksyk     | 10 410             |
| 4  | The Ultimate Fighter Latin America 3 Finale: dos Anjos vs. Ferguson | 5 listopada 2016  | Mexico City Arena, Meksyk, Meksyk      | 11 460             |
| 5  | UFC Fight Night: Pettis vs. Moreno                                  | 5 sierpnia 2017   | Mexico City Arena, Meksyk, Meksyk      | 10 172             |
| 6  | UFC Fight Night: Rodríguez vs. Stephens                             | 21 września 2019  | Mexico City Arena, Meksyk, Meksyk      | 10 122             |
| 7  | UFC Fight Night: Moreno vs. Royval 2                                | 24 lutego 2024    | Mexico City Arena, Meksyk, Meksyk      | 21 546             |
| 8  | UFC on ESPN: Moreno vs. Erceg                                       | 29 marca 2025     | Mexico City Arena, Meksyk, Meksyk      | 19 731             |
| 9  | UFC 320                                                             | 13 września 2025  | Arena Guadalajara, Guadalajara, Meksyk |                    |
| 10 | UFC                                                                 |                   | Meksyk                                 |                    |

## Wykaz miast meksykańskich w których gościło UFC
"stan na 22 marca 2025"
- Meksyk -  7 razy
- Monterrey -  1 raz

## Wyniki gal

### UFC 180
Walka Wieczoru
- Walka o tymczasowy pas mistrzowski UFC w kategorii ciężkiej:  Fabrício Werdum –  Mark Hunt

Zwycięstwo Werduma przez TKO w 2 rundzie
Karta Główna
- Walka w kategorii półśredniej:  Jake Ellenberger –  Kelvin Gastelum

Zwycięstwa Gasteluma przez poddanie w 1 rundzie
- Walka w kategorii piórkowej:  Dennis Bermudez –  Ricardo Lamas

Zwycięstwo Lamasa przez poddanie w 1 rundzie
- Walka w kategorii półśredniej:  Augusto Montaño –  Chris Heatherly

Zwycięstwo Montano przez TKO w 1 rundzie
- Walka w kategorii półśredniej:  Héctor Urbina –  Edgar García

Zwycięstwo Urbiny przez TKO w 1 rundzie
Karta Wstępna
- Walka finałowa TUF: Latin America w kategorii piórkowej:  Yair Rodríguez –  Leonardo Morales

Zwycięstwo Rodrigueza przez jednogłośną decyzję sędziów
- 'Walka finałowa TUF: Latin America w kategorii koguciej:  Alejandro Perez –  Jose Alberto Quiñonez

Zwycięstwo Pereza przez jednogłośną decyzję sędziów
- Walka kobiet w kategorii koguciej:  Jessica Eye –  Leslie Smith

Zwycięstwo Eye przez TKO w 2 rundzie
- Walka w kategorii piórkowej:  Gabriel Benítez –  Humberto Brown Morrison

Zwycięstwo Beniteza przez poddanie w 3 rundzie
- Walka w kategorii koguciej:  Guido Cannetti –  Henry Briones

Zwycięstwo Brionesa przez poddanie w 2 rundzie
- Walka w kategorii koguciej:  Marlon Vera –  Marco Beltran

Zwycięstwo Beltrana przez jednogłośną decyzję sędziów

Nagrody bonusowe:
- Walka wieczoru →  Guido Cannetti –  Henry Briones
- Występ wieczoru →  Fabrício Werdum oraz  Kelvin Gastelum

### UFC 188
Walka Wieczoru
- Walka o pas mistrzowski UFC w kategorii ciężkiej:  Cain Velasquez –  Fabrício Werdum

Zwycięstwo Werduma przez poddanie w 3 rundzie
Karta Główna
- Walka w kategorii lekkiej:  Eddie Alvarez –  Gilbert Melendez

Zwycięstwo Alvareza przez niejednogłośną decyzję sędziów
- Walka w kategorii średniej:  Kelvin Gastelum –  Nate Marquardt

Zwycięstwo Gasteluma przez TKO w 2 rundzie
- Walka w kategorii piórkowej:  Yair Rodríguez –  Charles Rosa

Zwycięstwo Rodrigueza przez niejednogłośną decyzję sędziów
- Walka kobiet w kategorii słomkowej:  Angela Hill –  Tecia Pennington

Zwycięstwo Pennington przez jednogłośną decyzję sędziów
Karta Wstępna
- Walka w kategorii muszej:  Chico Camus –  Henry Cejudo

Zwycięstwo Cejudo przez jednogłośną decyzję sędziów
- Walka w kategorii lekkiej:  Efrain Escudero –  Drew Dober

Zwycięstwo Escudero przez poddanie w 1 rundzie
- Walka w kategorii koguciej:  Alejandro Perez –  Patrick Williams

Zwycięstwo Williamsa przez poddanie w 1 rundzie
- Walka w kategorii lekkiej:  Johnny Case –  Francisco Trevino

Zwycięstwo Case'a przez jednogłośną decyzję sędziów
- Walka w kategorii półśredniej:  Cathal Pendred –  Augusto Montaño

Zwycięstwo Pendreda przez jednogłośną decyzję sędziów
- Walka w kategorii piórkowej:  Gabriel Benítez –  Clay Collard

Zwycięstwo Beniteza przez jednogłośną decyzję sędziów

Nagrody bonusowe:
- Walka wieczoru →  Yair Rodríguez –  Charles Rosa
- Występ wieczoru →  Fabrício Werdum oraz  Patrick Williams

### The Ultimate Fighter: Latin America 2 Finale
Walka Wieczoru
- Walka w kategorii półśredniej:  Neil Magny –  Kelvin Gastelum

Zwycięstwo Magny'ego przez niejednogłośną decyzję sędziów
Karta Główna
- Walka w kategorii piórkowej:  Ricardo Lamas –  Diego Sanchez

Zwycięstwo Lamasa przez jednogłośną decyzję sędziów
- Walka w kategorii muszej:  Jussier Formiga –  Henry Cejudo

Zwycięstwo Cejudo przez niejednogłośną decyzję sędziów
- Walka finałowa TUF: Latin America 2 w kategorii półśredniej:  Enrique Marín –  Erick Montaño

Zwycięstwo Montaño przez niejednogłośną decyzję sędziów
- Walka finałowa TUF: Latin America 2 w kategorii lekkiej:  Enrique Barzola –  Horacio Gutiérrez

Zwycięstwo Barzoli przez jednogłośną decyzję sędziów
- Walka w kategorii lekkiej:  Leandro Silva –  Efrain Escudero

Zwycięstwo Silvy przez jednogłośną decyzję sędziów
Karta Wstępna
- Walka w kategorii koguciej:  Taylor Lapilus –  Érik Pérez

Zwycięstwo Pereza przez jednogłośną decyzję sędziów
- Walka w kategorii półśredniej:  Héctor Urbina –  Bartosz Fabiński

Zwycięstwo Fabińskiego przez jednogłośną decyzję sędziów
- Walka w kategorii koguciej:  Alejandro Perez –  Scott Jorgensen

Zwycięstwo Pereza przez TKO w 2 rundzie
- Walka w kategorii piórkowej:  Gabriel Benítez –  Andre Fili

Zwycięstwo Fili'ego przez KO w 1 rundzie
- Walka w kategorii półśredniej:  Álvaro Herrera –  Vernon Ramos

Zwycięstwo Herrery przez TKO w 1 rundzie
- Walka w kategorii lekkiej:  Polo Reyes –  Cesar Arzamendia

Zwycięstwo Reyesa przez TKO w 1 rundzie
- Walka w kategorii lekkiej:  Valmir Lázaro –  Michel Prazeres

Zwycięstwo Prazeresa przez niejednogłośną decyzję sędziów

Nagrody bonusowe:
- Walka wieczoru →  Neil Magny –  Kelvin Gastelum
- Występ wieczoru →  Polo Reyes oraz  Andre Fili

### The Ultimate Fighter Latin America 3 Finale: dos Anjos vs. Ferguson
Walka Wieczoru
- Walka w kategorii lekkiej:  Rafael dos Anjos –  Tony Ferguson

Zwycięstwo Fergusona przez jednogłośną decyzję sędziów
Karta Główna
- Walka w kategorii lekkiej:  Marcin Held –  Diego Sanchez

Zwycięstwo Sancheza przez jednogłośną decyzję sędziów
- Walka w kategorii lekkiej:  Charles Oliveira –  Ricardo Lamas

Zwycięstwo Lamasa przez poddanie w 2 rundzie
- Walka finałowa TUF: Latin America 3 w kategorii lekkiej:  Martín Bravo –  Claudio Puelles

Zwycięstwo Bravo przez TKO w 2 rundzie
- Walka w kategorii lekkiej:  Rashid Magomedov –  Beneil Dariush

Zwycięstwo Dariusha przez jednogłośną decyzję sędziów
- Walka kobiet w kategorii słomkowej:  Alexa Grasso –  Heather Clark

Zwycięstwo Grasso przez jednogłośną decyzję sędziów
Karta Wstępna
- Walka w limicie -62 kg:  Felipe Arantes –  Erik Perez

Zwycięstwo Pereza przez niejednogłośną decyzję sędziów
- Walka w limicie -64 kg:  Marco Beltran –  Joe Soto

Zwycięstwo Soto przez poddanie w 1 rundzie
- Walka w kategorii półśredniej:  Erick Montaño –  Max Griffin

Zwycięstwo Griffina przez TKO w 1 rundzie
- Walka w kategorii koguciej:  Douglas Silva de Andrade –  Henry Briones

Zwycięstwo de Andrade przez TKO w 3 rundzie
- Walka w kategorii średniej:  Sam Alvey –  Alex Nicholson

Zwycięstwo Alveya przez jednogłośną decyzję sędziów
- Walka w kategorii lekkiej:  Polo Reyes –  Jason Novelli

Zwycięstwo Reyesa przez niejednogłośną decyzję sędziów
- Walka w kategorii piórkowej:  Enrique Barzola –  Chris Avila

Zwycięstwo Barzoli przez jednogłośną decyzję sędziów
Nagrody bonusowe:
- Walka wieczoru →  Rafael dos Anjos –  Tony Ferguson
- Występ wieczoru →  Douglas Silva de Andrade oraz  Ricardo Lamas

### UFC Fight Night: Pettis vs. Moreno
Walka Wieczoru
- Walka w kategorii muszej:  Sergio Pettis –  Brandon Moreno

Zwycięstwo Pettisa przez jednogłośną decyzję sędziów
Karta Główna
- Walka kobiet w kategorii słomkowej:  Randa Markos –  Alexa Grasso

Zwycięstwo Grasso przez niejednogłośną decyzję sędziów
- Walka w kategorii półśredniej:  Niko Price –  Alan Jouban

Zwycięstwo Price'a przez TKO w 1 rundzie
- Walka w kategorii piórkowej:  Martín Bravo –  Humberto Bandenay

Zwycięstwo Bandenaya przez KO w 1 rundzie
- Walka w kategorii średniej:  Sam Alvey –  Rashad Evans

Zwycięstwo Alveya przez jednogłośną decyzję sędziów
- Walka w kategorii koguciej:  Alejandro Perez –  Andre Soukhamthath

Zwycięstwo Pereza przez niejednogłośną decyzję sędziów
Karta Wstępna
- Walka w kategorii średniej:  Brad Scott –  Jack Hermansson

Zwycięstwo Hermanssona przez TKO w 3 rundzie
- Walka w kategorii muszej:  Hector Sandoval –  Dustin Ortiz

Zwycięstwo Ortiza przez TKO w 1 rundzie
- Walka w kategorii koguciej:  Rani Yahya –  Henry Briones

Zwycięstwo Yahyi przez poddanie w 1 rundzie
- Walka w kategorii koguciej:  Diego Rivas –  Jose Alberto Quiñonez

Zwycięstwo Quiñoneza przez jednogłośną decyzję sędziów
- Walka w kategorii muszej:  Joseph Morales –  Roberto Sanchez

Zwycięstwo Moralesa przez poddanie w  1 rundzie
- Walka w kategorii lekkiej:  Álvaro Herrera –  Jordan Rinaldi

Zwycięstwo Rinaldiego przez poddanie w 1 rundzie

Nagrody bonusowe:
- Występ wieczoru →  Humberto Bandenay,  Joseph Morales,  Niko Price oraz  Dustin Ortiz

### UFC Fight Night: Rodríguez vs. Stephens
Walka Wieczoru
- Walka w kategorii piórkowej:  Yair Rodríguez –  Jeremy Stephens

No contest (cios palcem w oko) w 1 rundzie, 0:15
Karta Główna
- Walka kobiet w kategorii słomkowej:  Alexa Grasso –  Carla Esparza

Zwycięstwo Esparzy przez większościową decyzję sędziów
- Walka w kategorii muszej:  Brandon Moreno –  Askar Askarow

Remis niejednogłośny
- Walka kobiet w kategorii koguciej:  Vanessa Melo –  Irene Aldana

Zwycięstwo Aldany przez jednogłośną decyzję sedziów
- Walka w kategorii piórkowej:  Martín Bravo –  Steven Peterson

Zwycięstwo Petersona przez KO w 2 rundzie
Karta Wstępna
- Walka w kategorii koguciej:  Carlos Huachin –  Jose Alberto Quiñonez

Zwycięstwo Quiñoneza przez jednogłośną decyzję sędziów
- Walka w kategorii piórkowej:  Kyle Nelson –  Polo Reyes

Zwycięstwo Nelsona przez TKO w 1 rundzie
- Walka kobiet w kategorii słomkowej:  Ariane Carnelossi –  Angela Hill

Zwycięstwo Hill przez TKO w 3 rundzie
- Walka w kategorii muszej:  Tyson Nam –  Sergio Pettis

Zwycięstwo Pettisa przez jednogłośną decyzję sędziów
- Walka w kategorii półciężkiej:  Vinicius Moreira –  Paul Craig

Zwycięstwo Craiga przez poddanie w 1 rundzie
- Walka kobiet w kategorii koguciej:  Bethe Correia –  Sijara Eubanks

Zwycięstwo Correiry przez jednogłośną decyzję sędziów
- Walka w kategorii lekkiej:  Marcos Mariano –  Claudio Puelles

Zwycięstwo Puellesa przez jednogłośną decyzję sędziów

Nagrody bonusowe:
- Walka wieczoru →  Alexa Grasso –  Carla Esparza
- Występ wieczoru →  Paul Craig oraz  Steven Peterson

### UFC Fight Night: Moreno vs. Royval 2
Walka Wieczoru
- Walka w kategorii muszej:  Brandon Moreno –  Brandon Royval

Zwycięstwo Royvala przez niejednogłośną decyzję sędziów
Karta Główna
- Walka w kategorii koguciej:  Yair Rodríguez –  Brian Ortega

Zwycięstwo Ortegi przez poddanie w 3 rundzie
- Walka w kategorii lekkiej:  Francisco Prado –  Daniel Zellhuber

Zwycięstwo Zellhubera przez jednogłośną decyzję sędziów
- Walka kobiet w kategorii słomkowej:  Yazmin Jauregui –  Sam Hughes

Zwycięstwo Jauregui przez jednogłośną decyzję sędziów
- Walka w kategorii lekkiej:  Manuel Torres –  Chris Duncan

Zwycięstwo Torresa przez poddanie w 1 rundzie
Karta Wstępna
- Walka w kategorii koguciej:  Raoni Barcelos –  Cristian Quiñonez

Zwycięstwo Barcelosa przez poddanie w 3 rundzie
- Walka w kategorii muszej:  Mateus Mendonça –  Jesus Aguilar

Zwycięstwo Aguilara przez niejednogłośną decyzję sędziów
- Walka w kategorii muszej:  Daniel Lacerda –  Edgar Cháirez

Zwycięstwo Cháireza przez poddanie w 1 rundzie
- Walka w kategorii lekkiej:  Farès Ziam –  Claudio Puelles

Zwycięstwo Ziama przez niejednogłośną decyzję sędziów
- Walka w kategorii muszej:  Ronaldo Rodríguez –  Denys Bondar

Zwycięstwo Rodrigueza przez poddanie w 2 rundzie
- Walka w kategorii muszej:  Felipe dos Santos –  Victor Altamirano

Zwycięstwo dos Santosa przez niejednogłośną decyzję sędziów
- Walka w kategorii piórkowej:  Muhammad Naimov –  Erik Silva

Zwycięstwo Naimova przez TKO w 1 rundzie
Nagrody bonusowe:
- Walka wieczoru →  Francisco Prado –  Daniel Zellhuber
- Występ wieczoru →   Manuel Torres oraz  Brian Ortega

### UFC on ESPN: Moreno vs. Erceg
Walka Wieczoru
- Walka w kategorii muszej:  Brandon Moreno –  Steve Erceg

Zwycięstwo Moreno przez jednogłośną decyzję sędziów
Karta Główna
- Walka w kategorii lekkiej:  Manuel Torres –  Drew Dober

Zwycięstwo Torresa przez TKO w 1 rundzie
- Walka w kategorii muszej:  Edgar Cháirez –  CJ Vergara

Zwycięstwo Cháireza przez poddanie w 1 rundzie
- Walka w kategorii koguciej:  Raul Rosas Jr. –  Vince Morales

Zwycięstwo Rosasa Jr. przez jednogłośną decyzję sędziów
- Walka w kategorii koguciej:  Saimon Oliveira –  David Martinez

Zwycięstwo Martineza przez TKO w 1 rundzie
- Walka w kategorii muszej:  Kevin Borjas –  Ronaldo Rodríguez

Zwycięstwo Borjasa przez jednogłośną decyzję sędziów
Karta Wstępna
- Walka w kategorii średniej:  José Medina –  Ateba Gautier

Zwycięstwo Gautiera przez KO w 1 rundzie
- Walka w kategorii piórkowej:  Melquizael Costa –  Christian Rodriguez

Zwycięstwo Costy przez jednogłośną decyzję sędziów
- Walka kobiet w kategorii słomkowej:  Julia Polastri –  Lupita Godinez

Zwycięstwo Godinez przez jednogłośną decyzję sędziów
- Walka w kategorii lekkiej:  Rafa García –  Vinc Pichel

Zwycięstwo Garcii przez jednogłośną decyzję sędziów
- Walka w kategorii piórkowej:  Gabriel Miranda –  Jamall Emmers

Zwycięstwo Emmersa przez TKO w 1 rundzie
- Walka w kategorii lekkiej:  Austin Hubbard –  MarQuel Mederos

Zwycięstwo Mederosa przez niejednogłośną decyzję sędziów
Nagrody bonusowe:
- Występ wieczoru →   Ateba Gautier,   Edgar Cháirez,  David Martinez oraz  Manuel Torres

### UFC 320
Walka Wieczoru
- Walka w kategorii :  TBA  –  TBA

Karta Główna
- Walka w kategorii :  TBA  –  TBA

Karta Wstępna
- Walka w kategorii :  TBA  –  TBA

Nagrody bonusowe:
- Walka wieczoru →   –
- Występ wieczoru →

### UFC
Walka Wieczoru
- Walka w kategorii :  TBA  –  TBA

Karta Główna
- Walka w kategorii :  TBA  –  TBA

Karta Wstępna
- Walka w kategorii :  TBA  –  TBA

Nagrody bonusowe:
- Walka wieczoru →   –
- Występ wieczoru →